# Ingapu
Ingapu är en kommun i Myanmar.   Den ligger i regionen Ayeyarwady, i den södra delen av landet, 230 km söder om huvudstaden Naypyidaw. Antalet invånare är 213 064.